# Said al-Andalusi
Benayad Said, llamado Said benayad (Almería, 1029 - Toledo, 6 de julio de 1070), fue un científico, historiador de la filosofía y de la ciencia y jurista hispano-musulmán.
Como historiador de la ciencia representa una fuente imprescindible para el estudio de la ciencia antigua y medieval, así como la ciencia en Al-Ándalus. Como científico se orientó preferentemente hacia el campo de la astronomía y las matemáticas. Como jurista ejerció el cargo de cadí de Toledo. Además de como "al-Andalusi" (el andalusí), es citado también como "cadí Said" (el juez Said), "al-Qurtubi" (el cordobés) o "al-Tulaytuli" (el toledano).

## Formación
A comienzos del siglo XI al-Ándalus se encontraba en una época inestable a causa de la fitna ("guerra civil") desencadenada tras la muerte de Almanzor y que culminó con la fragmentación del Califato Omeya de Córdoba en pequeños reinos llamados taifas.
Como consecuencia de la fitna, su familia huyó de Córdoba a Almería, donde Said nació. La primera etapa de su vida se desconoce, aunque probablemente aprendió a leer en su ciudad natal; además, estudiaría el derecho (fiqh) y las tradiciones (hadit) islámicas. Se sabe también que viajó por toda la península, siguiendo algunos cursos en la madrasa de Córdoba. Recibió su formación en materia de lógica, literatura, derecho, teología, matemáticas y astronomía en distintas taifas, procurando estudiar de los más afamados maestros de su época, entre los que destacaron en lógica el toledano al-Waqqasi y en astronomía y matemáticas el bilbilitano al-Quwaydis. También recibió enseñanzas de Ibn Hazm e Ibn al-Fath.
En 1046, con 17 años, se asentó en Toledo.

## Toledo
Destacó por su mecenazgo en la ciudad de Toledo, reuniendo en su torno el grupo que se conoce como los doce sabios, coincidente con la política de engrandecimiento cultural del rey de taifa toledana, al-Mamún (que pretendía emular a su homónimo abasí del siglo IX). Apoyó a Abencenif en sus estudios sobre agricultura o farmacología y a Azarquiel en su proyecto de componer unas nuevas tablas astronómicas, contribuyendo de manera decisiva a la elaboración de las famosas tablas toledanas.
Como cadí de la ciudad de Toledo gozó de gran fama. Introdujo dos innovaciones en los procesos judiciales: la admisión de un solo testigo bajo juramento como prueba válida y la validez jurídica de un testimonio escrito siempre que fuera conformado por dos testigos.

## Obras
La única obra de Said al-Andalusi que se conserva es Kitab Tabaqāt al-umam (Libro de las categorías de las naciones), donde estudia el desarrollo universal de la filosofía y la ciencia. Se escribió en Toledo en 1068, cuando el autor tenía 39 años. En ella demuestra su objetividad, imparcialidad y aproximación crítica al tema. Según él solo hay ocho "naciones" con contribuciones científicas: indios, persas, caldeos, griegos, bizantinos, egipcios, israelitas y árabes. De entre estos destaca a los andalusíes. Se centra en las matemáticas, la astronomía, la medicina y la geografía humana, entre otros campos de estudio. Fue utilizada como fuente para muchas otras historias de la ciencia en época medieval y moderna. Da una explicación determinista geográfica para las características físicas y psicológicas de los "paganos hombres del norte": "a causa de que los rayos del sol no caen directamente sobre sus cabezas, su clima es frío, y la atmósfera nubosa. Consecuentemente, su temperamento ha devenido frío y su humor rudo, mientras sus cuerpos han crecido grandes, su tez pálida y su cabello largo".
Antes que el Tabaqat el cadí Said debió escribir al menos tres obras, hoy perdidas, pero que él mismo cita:
- Jawāmiʿ akhbār al‐umam min al‐ʿarab wa‐l‐ʿajam (Recopilaciones de la historia de los pueblos árabes y no árabes).
- Corrección de los movimientos de los astros, donde explicaría las diferencias entre los conocimientos hindúes y del islam oriental con los andalusíes,  basándose en las observaciones llevadas a cabo bajo su propio patrocinio en el observatorio de Toledo donde trabajaba junto con el célebre Azarquiel.
- Maqālāt ahl al‐milal wa‐l‐nihal (Discursos sobre la gente de las religiones y las sectas).